# Zorro
El Zorro (en castellà "guineu mascle") és un personatge de ficció creat el 1919 per l'escriptor pulp nord-americà Johnston McCulley, que apareix en obres ambientades al Pueblo de Los Angeles a l'Alta Califòrnia. Normalment es representa com un vigilante emmascarat que defensa els plebeus i els pobles indígenes de Califòrnia contra els funcionaris corruptes i tirànics i altres dolents. El seu vestit negre característic inclou una capa, un barret conegut com a sombrero cordobés, i una màscara que li cobria la meitat superior de la cara.
A les històries, el Zorro té una gran recompensa pel seu cap, però és massa hàbil i astut perquè les autoritats maldestres l'agafin, i també es delecta humiliant-los públicament. Per això, la gent del poble va començar a anomenar-lo "El Zorro" per la seva astúcia i encant de guineu. En Zorro és un acròbata i un expert en diverses armes, però la que empra amb més freqüència és el seu estoc, que utilitza sovint per tallar la seva "Z" inicial als seus enemics derrotats, i altres objectes per "signar el seu treball". També és un genet consumat, la seva montura de confiança és un cavall negre anomenat Tornado.
El Zorro té la identitat secreta de Don Diego de la Vega (originalment Don Diego Vega), un jove que és l'únic fill de Don Alejandro de la Vega, el terratinent més ric de Califòrnia, mentre que la mare de Diego és morta. En la majoria de les versions, Diego va aprendre l'esgrima mentre estava a la universitat a Espanya i va crear el seu alter ego emmascarat després de ser convocat inesperadament a casa pel seu pare perquè Califòrnia havia caigut en mans d'un dictador opressor. Normalment es mostra a Diego vivint amb el seu pare en una gran hacienda, que conté una sèrie de passatges i túnels secrets, que condueixen a una cova secreta que serveix de quarter general per a les operacions de Zorro i com a amagatall de Tornado. Per tal de desviar les sospites sobre la seva identitat, Diego amaga les seves habilitats de lluita alhora que es fa veure que és un covard.
El Zorro va fer el seu debut a la novel·la de 1919 The Curse of Capistrano, originalment pensada com una història independent. Tanmateix, l'èxit de l'adaptació cinematogràfica de 1920 The Mark of Zorro protagonitzada per Douglas Fairbanks i Noah Beery, que va introduir el popular vestit de Zorro, va convèncer McCulley d'escriure més històries de Zorro durant unes quatre dècades: el personatge va aparèixer en un total de cinc històries serialitzades i 57 contes, l'últim aparegut pòstumament l'any 1959, l'any després de la seva mort. The Curse of Capistrano finalment va vendre més de 50 milions de còpies, convertint-se en un dels llibres més venuts de tots els temps. Si bé la resta d'històries de Zorro de McCulley no van gaudir de la mateixa popularitat, ja que la majoria d'elles no es van reeditar fins al segle XXI, el personatge també apareix en més de 40 pel·lícules i en deu sèries de televisió, la més famosa és la producció de Disney, Zorro, de 1957–1959 protagonitzada per Guy Williams. Altres mitjans que inclouen Zorro inclouen històries d'altres autors, drames d'àudio/ràdio, còmics i tires, produccions escèniques i videojocs.
Sent un dels primers exemples d'un venjador emmascarat de ficció amb una doble identitat, el Zorro va inspirar la creació de diversos personatges similars a revistes pulp i altres mitjans, i és un precursor dels superherois dels còmics americans, amb Batman i The Lone Ranger mostrant paral·lelismes especialment propers al personatge.

## Història editorial

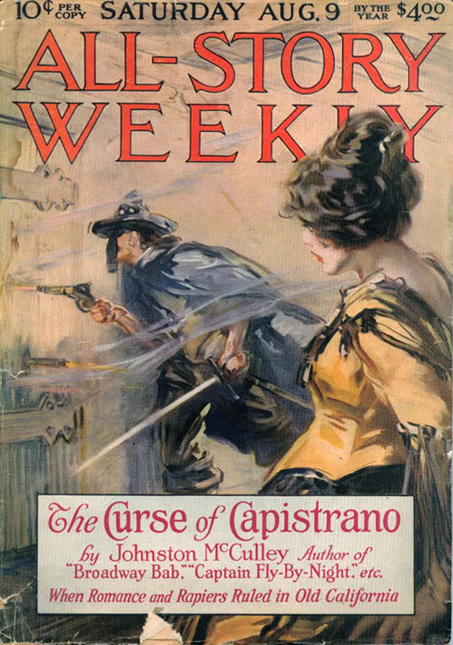
Debut del Zorro a la novel·la The Curse of Capistrano (1919).

El Zorro va debutar a la novel·la de Johnston McCulley The Curse of Capistrano, serialitzada en cinc parts entre el 9 d'agost i el 6 de setembre de 1919, a la revista pulp All-Story Weekly. La història va ser pensada originalment com una narració autònom, i en el desenllaç, la veritable identitat de Zorro es revela a tothom.
Douglas Fairbanks i Mary Pickford, de lluna de mel, van seleccionar la història com a imatge inaugural del seu nou estudi, United Artists, començant la tradició cinematogràfica del personatge. La adaptada com la pel·lícula The Mark of Zorro (1920), que Fairbanks va produir, coescriure i protagonitzar com Diego/Zorro. La pel·lícula va ser un èxit comercial, i la reedició de 1924 de la història de McCulley per l'editorial Grosset &amp; Dunlap va utilitzar el mateix títol, aprofitant la popularitat de la pel·lícula. Des de llavors, la novel·la s'ha reeditat amb els dos títols.
En resposta a la demanda del públic alimentada per la pel·lícula, McCulley va escriure més de seixanta noves històries del Zorro, començant el 1922 amb The Further Adventures of Zorro, que també es va publicar a Argosy All-Story Weekly. Fairbanks va adquirir els drets de la pel·lícula per a la seqüela aquell any. Tanmateix, la seqüela de Fairbanks, Don Q, Son of Zorro (1925), es va basar més en la novel·la de 1919 Don Q's Love Story del duo mare-fill Kate Prichard i Hesketh Hesketh-Prichard, que en The Further Adventures, de manera que McCulley no va rebre cap crèdit a la pel·lícula.
Al principi, la producció de noves històries de Zorro va procedir a intervals irregulars: la tercera novel·la, Zorro Rides Again (que no s'ha de confondre amb la sèrie teatral de 1937) es va publicar el 1931, nou anys després de la segona. Després, entre 1932 i 1941, McCulley va escriure quatre contes i dues novel·les serialitzades. Les històries de Zorro es van publicar amb molta més freqüència entre 1944 i 1951, període en què McCulley va publicar 52 contes amb el personatge per a la revista West . "Zorro Rides the Trail!", que va aparèixer a la revista Max Brand's Western Magazine l'any 1954, és l'última història que es va publicar durant la vida de l'autor i la penúltima història en general. L'última, "The Mask of Zorro" (que no s'ha de confondre amb la pel·lícula de 1998), es va publicar pòstumament a Short Stories for Men el 1959. Aquestes històries ignoren la revelació pública de Zorro de la seva identitat.
The Curse of Capistrano finalment va vendre més de 50 milions de còpies, convertint-se en un dels llibres més venuts de tots els temps. En la seva major part, les altres històries de Zorro de McCulley van romandre ignorades i descatalogades fins al segle XXI. Bold Venture Press va recopilar totes les històries del Zorro de McCulley Zorro: The Complete Pulp Adventures, en sis volums.
Al llarg dels anys es van fer més de 40 pel·lícules progatonizada pel Zorro, inclosa The Mark of Zorro, el clàssic de 1940 protagonitzat per Tyrone Power i Basil Rathbone. El personatge també va aparèixer en deu sèries de televisió, la més famosa va ser la sèrie Zorro produïda per Disney de 1957–59, protagonitzada per Guy Williams. El Zorro apareix en diverses històries escrites per altres autors, còmics i tires, produccions escèniques, videojocs i altres mitjans. McCulley va morir l'any 1958, igual que el Zorro estava al punt més alt de la seva popularitat gràcies a la sèrie de Disney.

## Biografia del personatge de ficció

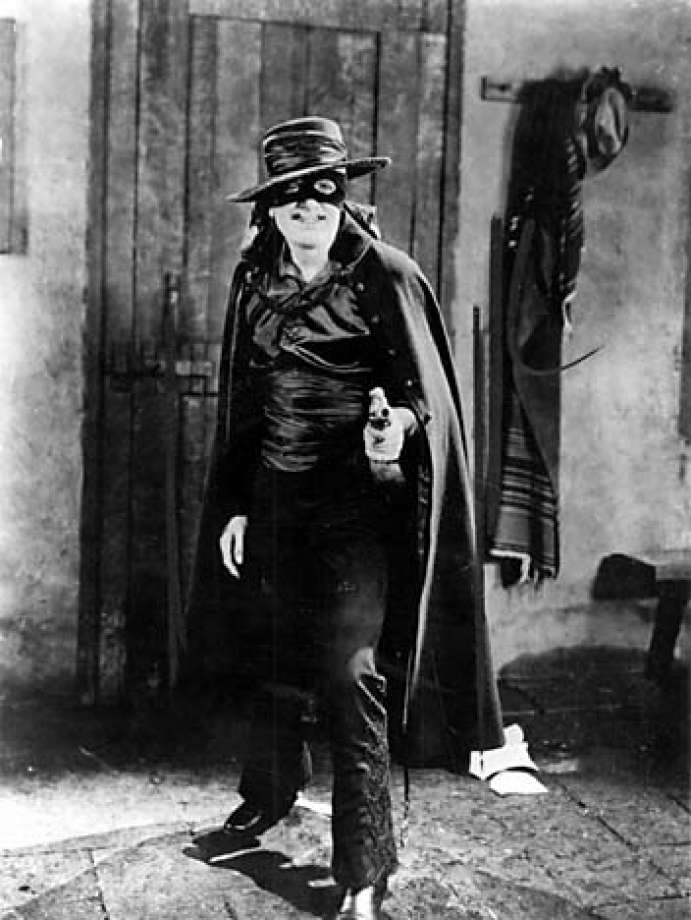
Douglas Fairbanks a la primera pel·lícula de Zorro, The Mark of Zorro (1920), que va ser fonamental en l'èxit inicial del personatge.

A The Curse of Capistrano, el senyor Zorro es va convertir en un proscrit al poble de Los Angeles a Califòrnia "per venjar els indefensos, per castigar polítics cruels, per ajudar els oprimits" i és batejat com la "maledicció de Capistrano". La novel·la presenta àmpliament tant Don Diego Vega com el Zorro, però el fet que són la mateixa persona no es revela al lector fins al final del llibre. A la història, tant Diego com el Zorro es relacionen amb Lolita Pulido, una dona noble empobrida. Mentre que la Lolita no està impressionada amb Diego, que fa veure que és un covard sense passions, se sent atreta per l'elegant Zorro. El dolent principal és el capità Ramon, que també té els ulls posats en Lolita. Altres personatges inclouen el sergent Pedro Gonzales, enemic del Zorro però amic de Diego; Bernardo, el criat sord i mut de Diego; el seu aliat, Fra Felipe; el seu pare Don Alejandro Vega, el terratinent més ric de Califòrnia i vidu; Don Carlos Pulido i la seva dona, Doña Catalina, pares de Lolita; i un grup de nobles (caballeros) que, en un principi, cacen el Zorro però després són conquistats per la seva causa.
En històries posteriors, McCulley presenta personatges com pirates i nadius americans, alguns dels quals coneixen la identitat de Zorro.
A les històries posteriors de McCulley, el cognom de Diego es va convertir en de la Vega. De fet, l'escriptor era molt inconsistent. La primera sèrie de la revista va acabar amb la mort del malvat i Diego exposat públicament com el Zorro. Però a la seqüela, el malvat era viu i el Zorro tenia la doble identitat encara secreta.
Diverses produccions de Zorro han ampliat les gestes del personatge. Moltes de les continuacions presenten un personatge més jove que pren el mantell de Zorro.
Les històries de McCulley estan ambientades durant l'època de la Califòrnia espanyola (1769–1821) i, encara que els anys exactes són sovint vagues, la presència del Pueblo de Los Angeles fa que les històries no puguin passar abans de 1781, any en què es va fundar. Algunes adaptacions mediàtiques de la història del Zorro l'han situat durant l'era posterior de la Califòrnia mexicana (1821–1848).

## Inspiracions
La figura històrica que s'associa més sovint amb el personatge del Zorro és Joaquín Murrieta, la vida del qual es va ficcionar en una novel·la de 1854 de John Rollin Ridge. A la pel·lícula de 1998 La máscara del Zorro, el germà (fictici) de Murrieta, Alejandro, succeeix a Diego com el Zorro. Com a heroi amb una identitat secreta que es burla dels seus enemics signant els seus actes, el Zorro troba un predecessor literari directe a Sir Percival Blakeney, heroi de la sèrie de pulps La Pimpinella Escarlata d'Emma Orczy.
El personatge recorda altres figures, com Robin Hood, Roman de Renart, Salomon Pico, Manuel Rodríguez Erdoíza, i Tiburcio Vásquez. Una altra possible inspiració històrica és William Lamport, un soldat irlandès que va viure a Mèxic al segle XVII. La seva vida va ser objecte d'un llibre fictici de Vicente Riva Palacio; The Irish Zorro (2004) és una biografia recent. Un altre és Estanislao, un home yokut que va liderar una revolta contra la Mission San José el 1827.
Les publicacions a penny dreadful de la dècada de 1860, 1880 i 1900 del personatge de Spring-heeled Jack com a venjador emmascarat pot haver inspirat alguns aspectes de la persona heroica del Zorro. Spring Heeled Jack va ser retratat com un noble que va crear un alter ego extravagant i emmascarat per lluitar contra la injustícia, va demostrar amb freqüència habilitats atlètiques i combatives excepcionals, va mantenir un cau amagat i era conegut per tallar la lletra "S" a les parets amb el seu estoc com a targeta de visita.
Com Sir Percy a La Pimpinella Escarlata, Don Diego evita les sospitas fent el paper d'un dandi decadent que porta puntes, escriu poesia i defuig la violència. El vestit de pel·lícula de Fairbanks totalment negre, que amb variacions ha continuat sent el vestit estàndard del personatge, probablement va ser adaptat del personatge de la pel·lícula en sèrie d'Arrow The Masked Rider (1919). Aquest personatge va ser el primer genet emmascarat mexicà vestit de negre sobre un cavall negre que va aparèixer a la pantalla. El vestit de Fairbanks a The Mark of Zorro, estrenat l'any següent, s'assemblava al del Rider amb només petites diferències en la màscara i el barret.
L'any 1860 Mór Jókai va publicar la seva novel·la "Szegény Gazdagok" (Pobres rics), on el personatge principal és el baró hongarès Lénárd Hátszegi, que se suposa que té l'alterego de la "Fatia Negra" (El de cara negra), un proscrit que roba la gent local durant la nit, i durant el dia porta una vida aristocràtica. El personatge de la novel·la es va inspirar en el baró hongarès László Nopcsa (1794–1884), que segons les llegendes locals tenia un tipus similar d'alterego.

## Conflictes sobre drets d'autor i marques comercials
Els drets d'autor i l'estat de la marca registrada del personatge i les històries de Zorro han estat qüestionats. La majoria de les entrades de la franquícia Zorro encara estan protegides pels drets d'autor, i molts centenars de drets d'autor són propietat o controlats per Zorro Productions, Inc. però hi ha almenys cinc excepcions: la novel·la de 1919 La maledicció de Capistrano, la pel·lícula de 1920 The Mark of Zorro, la novel·la de 1922 The Further Adventures of Zorro, la pel·lícula de 1925 Don Q, Son of Zorro i la pel·lícula de 1926 In the Way of Zorro són del domini públic als Estats Units des que han passat almenys 95 anys després de la seva primera publicació o estrena. Zorro Productions, Inc. afirma que "controla les marques comercials mundials i els drets d'autor sobre el nom, la semblança visual i el personatge de Zorro". A més, diu "[l]'ús no autoritzat i sense llicència del nom, caràcter i/o semblança de 'Zorro' és una infracció i una violació de les lleis estatals i federals".
El 1999, TriStar Pictures, una divisió de Sony Pictures, va demandar a Del Taco, Inc., a causa d'una campanya publicitària de restaurants de menjar ràpid que suposadament infringia les afirmacions de Zorro Productions sobre una marca registrada sobre el personatge de Zorro. Sony i TriStar havien pagat tarifes de llicència a Zorro Productions, Inc., relacionades amb la pel·lícula de 1998 La máscara del Zorro. En una ordre d'agost de 1999, el tribunal va decidir que no invalidaria les marques registrades de Zorro Productions com a conseqüència dels arguments de l'acusat que determinats drets d'autor de Zorro eren de domini públic o propietat de tercers.
Una disputa va tenir lloc en el cas de 2001 de Sony Pictures Entertainment v. Fireworks Ent. Group. El 24 de gener de 2001, Sony Pictures, TriStar Pictures i Zorro Productions, Inc. van demandar Fireworks Entertainment, Paramount Pictures i Mercury Entertainment, al·legant que la sèrie de televisió Queen of Swords infringia els drets d'autor i marques registrades del Zorro i personatges associats. Queen of Swords és una sèrie de televisió del 2000-2001 ambientada a la Califòrnia espanyola a principis del segle XIX i amb un heroi que portava un vestit negre amb una faixa vermella i va demostrar semblances amb el personatge de Zorro, incloses les habilitats de lluitar amb espases, l'ús de un fuet i boles, i habilitats per muntar a cavall.
Zorro Productions, Inc., va argumentar que posseïa els drets d'autor del personatge original perquè Johnston McCulley va cedir els seus drets de Zorro a Mitchell Gertz el 1949. Gertz va morir el 1961 i la seva propietat es va transferir als seus fills, que van crear Zorro Productions, Inc. Fireworks Entertainment va argumentar que els drets originals ja havien estat transferits a Douglas Fairbanks, Sr. l'any 1920 i va proporcionar documents que demostraven que això s'havia confirmat legalment el 1929, i també va qüestionar si els drets d'autor encara eren vàlids.
El tribunal va decidir que "des que els drets d'autor de La maledicció de Capistrano i La marca del Zorro van caducar el 1995 o abans, el personatge Zorro ha estat de domini públic". El jutge Collins també va declarar que: "L'argument dels demandants que tenen una marca registrada del Zorro perquè van autoritzar altres per utilitzar Zorro, però, és enganyós. Se suposa que ZPI tenia dret a exigir llicències per utilitzar Zorro per a tot". Posteriorment, el jutge Collins va anul·lar la seva decisió després d'una moció sense oposició presentada per Sony Pictures, TriStar Pictures i Zorro Productions, Inc.
En una altra acció legal el 2010, Zorro Productions, Inc., va demandar a Mars, Incorporated, fabricants de caramels de xocolata de M&M's i l'agència de publicitat BBDO Worldwide per un anunci amb una disfressa semblant a Zorro. El cas es va resoldre ("cada part haurà de suportar les seves pròpies despeses en relació amb aquesta acció, inclosos els honoraris i les despeses del seu advocat") el 13 d'agost de 2010.
El març de 2013, Robert W. Cabell, autor de Z – the Musical of Zorro (1998), va presentar una altra demanda contra Zorro Productions, Inc. La demanda va afirmar que el personatge de Zorro és de domini públic i que els registres de marques per part de Zorro Productions, Inc., per tant, són fraudulents. L'octubre de 2014, la demanda de Cabell va ser desestimada, i el jutge va decidir que l'estat de Washington (on es va presentar el cas) no tenia jurisdicció sobre l'assumpte. No obstant això, el jutge més tard va revocar la seva decisió i va traslladar el cas a Califòrnia. El maig de 2017, el jutge de districte dels Estats Units Davila va atorgar la moció de Zorro Productions, Inc. per desestimar la reclamació de Cabell de cancel·lar els seus registres federals de marques. Cabell no va recórrer.
El juny de 2015, la disputa legal de Robert W. Cabell amb Zorro Productions, Inc. va fer que la marca comunitària de "Zorro" fos declarada nul·la per l'Oficina d'Harmonització en el Mercat Interior de la Unió Europea per a béns de les classes 16 i 41. Això segueix la sentència "Winetou" de la Primera Junta d'Apel·lació en la qual es va decidir que el nom de personatges famosos no es pot protegir com a marca registrada en aquestes classes. Zorro Productions va recórrer la decisió i, el 19 de desembre de 2017, la Sala Quarta d'Apel·lació de l'EUIPO va anul·lar la sentència del tribunal inferior, declarant vàlides les marques impugnades, i va obligar a Cabell al pagament de les costes de l'acció judicial, del recurs i dels costos de l'apel·lació de Zorro Productions. Zorro Productions, Inc. posseeix aproximadament 1300 marques comercials relacionades amb ZORRO a tot el món. El maig de 2018, el jutge Edward Davila va processar una queixa de Cabell per trobar que infringia els drets d'autor de Zorro Productions en el seu musical.

## Llegat
La pel·lícula de 1936 The Vigilantes Are Coming presenta un vigilant emmascarat amb una disfressa semblant a la del Zorro, la qual cosa va portar a diversos països a batejar la pel·lícula amb el nom de Zorro: la pel·lícula es va anomenar Zorro l'indomptable a França, Zorro – Der blutrote Adler a Alemanya, Zorro – den blodrøde ørn a Dinamarca i Zorro – veripunainen kotka a Finlàndia. El personatge principal, The Eagle, és interpretat per Robert Livingston, que després interpretaria el veritable Zorro a la pel·lícula The Bold Caballero, també estrenada el 1936. The Vigilantes Are Coming "va ser una reelaboració de The Eagle, la pel·lícula muda de Rodolfo Valentino". A la pel·lícula, Valentino interpreta l'heroi emmascarat Black Eagle (Àguila Negra). The Eagle es va basar en la novel·la Dubrovsky publicada pòstumament el 1841 d'Alexander Pushkin, la Black Eagle no existeix a la novel·la i es va inspirar en l'actuació de Douglas Fairbanks com a Zorro a The Mark of Zorro.
The Masked Rider, la mascota principal de la Universitat de Texas Tech, és similar al Zorro. Originalment anomenada "Ghost Rider", va ser una mascota no oficial que va aparèixer en alguns jocs el 1936 i després es va convertir en la mascota oficial amb el Gator Bowl de 1954.
Sent un dels primers exemples d'un venjador fictici amb una doble identitat, Zorro va inspirar la creació de diversos personatges similars a revistes pulp i altres mitjans, i és un precursor dels superherois dels còmics nord-americans, Jerry Siegel ha atribuït al Zorro juntament amb La Pimpenella Escarlata com una de les inspiracions per a la creació de Superman, especialment el concepte de la seva identitat dual com el reporter amanerat Clark Kent, ja que la façana inofensiva i la doble identitat de Clark Kent es van inspirar en els protagonistes de pel·lícules com Don Diego de la Vega a The Mark of Zorro i Sir Percy Blakeney a The Scarlet Pimpernel, Siegel va pensar que això faria un contrast dramàtic interessant i humorístic. La posició de Superman com a campió dels oprimits i l'actitud dimonia durant les seves primeres aparicions a l'Edat d'Or es va veure influenciada pels personatges de l'estrella de The Mark of Zorro Douglas Fairbanks, que va protagonitzar pel·lícules d'aventures similars com Robin Hood.
També sent un dels primers exemples d'un venjador emmascarat de ficció amb una identitat dual, Bob Kane ha acreditat a Zorro com a part de la inspiració per al personatge Batman, que va ser creat el 1939. Com Don Diego de la Vega, Bruce Wayne és adinerat, hereu de la riquesa construïda pels seus pares. El seu caràcter quotidià anima els altres a pensar en ell com a poc profund, estúpid i indiferent per eliminar les sospites. Les minisèries de còmics de Frank Miller The Dark Knight Returns (1986) i The Dark Knight Strikes Again (2001–2002) inclouen múltiples referències al Zorro com el Batman que inscriu una Z a un enemic derrotat. En relats posteriors sobre els orígens de Batman, els pares de Bruce Wayne són assassinats per un lladre mentre la família abandona una projecció de la pel·lícula de 1940 The Mark of Zorro, protagonitzada per Tyrone Power.
Zorro va inspirar un personatge pulp similar conegut com El Coyote, que va ser creat l'any 1943 per José Mallorquí. Un personatge superheroic anomenat The Fox que apareix al suplement Supers del sistema de jocs de rol GURPS també es basa en el Zorro.

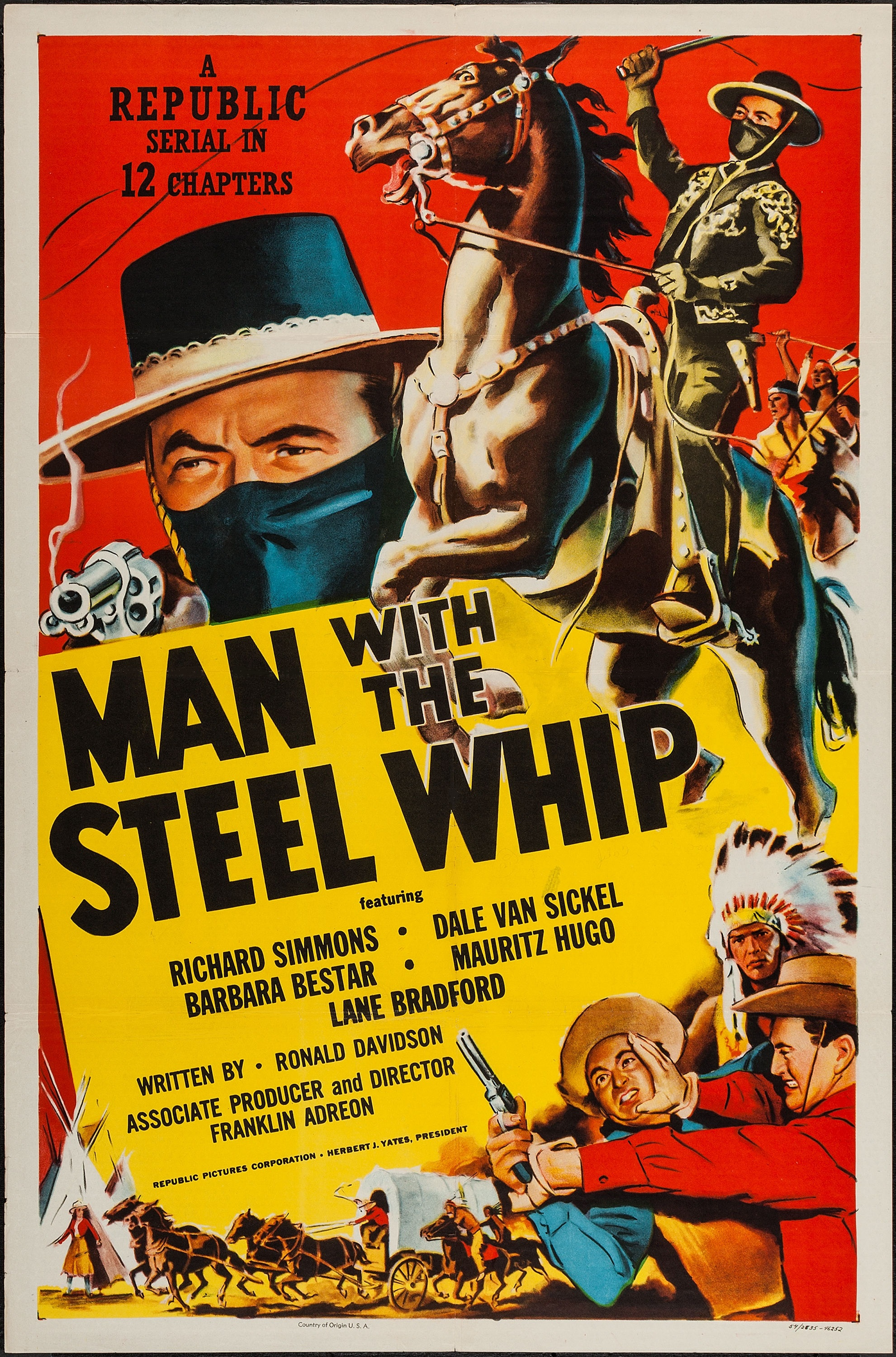
Pòster de L'home amb el fuet d'acer (1954)

Les sèries de Republic Pictures Don Daredevil Rides Again (1951) i Man with the Steel Whip (1954) inclouen herois emmascarats similars a Zorro: Don Daredevil i El Latigo. Republic havia llançat anteriorment cinc sèries del Zorro entre 1937 i 1949, però des de llavors havia perdut la llicència del personatge i ja no podia utilitzar-lo. La sèrie fa un ús freqüent de material d'arxiu de les cinc sèries de Zorro, amb escenes que originalment mostraven Zorro ara interprades com a Don Daredevil i El Latigo: el resultat d'això és que el vestit i la forma del cos de Don Daredevil i El Latigo segueixen canviant entre escenes, fins i tot esdevenint femení en escenes extretes de Zorro's Black Whip (1944).
La comèdia musical de 1956 The Court Jester presenta un lluitador per la llibertat emmascarat anomenat The Black Fox (interpretat per Edward Ashley) que combina aspectes tant de Zorro com de Robin Hood.
La sèrie d'animació de Hanna-Barbera Productions Pixie and Dixie and Mr. Jinks (1958–1961) presentava un personatge semblant al Zorro amb una màscara, capa i espasa conegut a l'episodi "Mark of the Mouse" (1959). La sèrie d'animació de Hanna-Barbera Production The Quick Draw McGraw Show (1959–1962) presenta El Kabong, un personatge alternatiu del personatge principal Quick Draw McGraw, que es basa lliurement en Zorro.
A la sèrie d'animació Justice League (2001–2004), un personatge de DC Comics, El Diablo, té una semblança sorprenent amb Zorro, ja que porta el mateix estil de barret, màscara, faixa i capa. La diferència principal és que la seva arma principal és un fuet. La versió de Lazarus Lane d'El Diablo apareix a Justice League Unlimited (2004–2006), amb la veu original de Nestor Carbonell. Tot i que es va dissenyar després de la seva aparició del còmic, es van afegir elements de l'aparició del Zorro. Vist a l'episodi " The Once and Future Thing " (2005), apareix al costat de Pow Wow Smith, Bat Lash i Jonah Hex.
El 2015, la Convenció M7 Con Western, celebrada a Los Angeles Convention Center, va incloure un segment sobre la història del Zorro al cinema i la televisió. La presentació es va centrar en els grans actors del Zorro com Douglas Fairbanks, Tyrone Power, Guy Williams i Duncan Regehr. El mestre Ramon Martínez i l'actor Alex Kruz van fer una demostració en directe de l'estil espanyol d'esgrima conegut com La Verdadera Destreza. Tots dos es van enfrontar en duel en viu com al Zorro i el Comandante per al plaer de la multitud.
Una cova que es va utilitzar com a lloc de rodatge en diverses produccions del Zorro es coneix ara com "Zorro's Cave" (La cova del Zorro) i roman al seu lloc, ara amagada darrere d'un complex de condominis, en un terreny que abans va ser l'Iverson Movie Ranch a Chatsworth, Califòrnia, reconegut com el lloc de rodatge a l'aire lliure més rodat de la història de Hollywood.
El personatge de DreamWorks del gat amb botes, un gat antropomòrfic que portava botes altes, un barret d'ala ampla i ploma i un estoc, també es va inspirar molt en Zorro (encara que finalment es va basar en el personatge de fades italià anterior del mateix nom). Interpretat originalment per Antonio Banderas, que també va interpretar anteriorment al Zorro, es va estrenar com a personatge a Shrek 2 (2004) i en seqüeles posteriors, a més d'inspirar les seves pròpies pel·lícules derivades El gat amb botes (2011) i El gat amb botes: l'últim desig (2022).

## Aparicions als mitjans

### Històries de Johnston McCulley

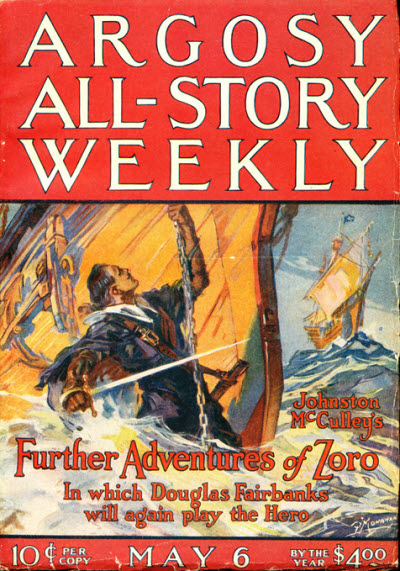
The Further Adventures of Zorro, Argosy Vol. 142 núm. 4, 6 de maig de 1922.

Les històries originals es van publicar a revistes pulp des dels anys 1910 fins als anys 50. La majoria va romandre inèdites en forma de llibre fins a la sèrie d'edicions recollides Zorro: The Complete Pulp Adventures, publicada el 2016 i el 2017.
- Zorro: The Complete Pulp Adventures Vol. 1 (2016)
  - The Curse of Capistrano, All-Story Weekly Vol. 100 No. 2 – Vol. 101 No. 2, serialitzada en cinc parts, 9 d'agost de 1919 – 6 de setembre de 1919 – novel·la The Curse of Capistrano publicada per Grosset &amp; Dunlap el 1919, i rebatejada com The Mark of Zorro el 1924 pel mateix editor
  - "Zorro Saves A Friend", Argosy Vol. 234 No. 1, 12 de novembre de 1932
  - "Zorro Hunts A Jackal", Argosy Vol. 237 No. 6, 22 d'abril de 1933 (també consegut com. Zorro Hunts by Night)
- Zorro: The Complete Pulp Adventures Vol. 2 (2016)
  - The Further Adventures of Zorro, Argosy Vol. 142 No. 4 – Vol. 143 No. 3, serialitzada en sis parts, 6 maig de 1922 – 10 de juny de 1922
  - "Zorro Deals With Treason", Argosy Vol. 249 No. 2, 18 d'agost de 1934
  - "Mysterious Don Miguel", Argosy Weekly, Vol. 258 No. 5 – No. 6, serialitzada en dues parts, 21 de setembre de 1935 – 28 de setembre de 1935
- Zorro: The Complete Pulp Adventures Vol. 3 (2016)
  - Zorro Rides Again, Argosy Vol. 224 No. 3 – Vol. 224 No. 6, serialitzada en quatre parts, 3 d'octubre de 1931 – 24 d'octubre de 1931
  - "Zorro Draws a Blade", West Magazine Vol. 56 No. 2, juliol de 1944
  - "Zorro Upsets a Plot", West Magazine Vol. 56 No. 3, setembre de 1944
  - "Zorro Strikes Again", West Magazine Vol. 57 No. 1, novembre de 1944
  - "Zorro Saves a Herd", West Magazine Vol. 57 No. 2, gener de 1945
  - "Zorro Runs the Gauntlet", West Magazine Vol. 57 No. 3, març de 1945
  - "Zorro Fights a Duel", West Magazine Vol. 58 No. 1, maig de 1945
  - "Zorro Opens a Cage", West Magazine Vol. 58 No. 2, juliol de 1945
  - "Zorro Prevents a War", West Magazine Vol. 58 No. 3, setembre de 1945
  - "Zorro Fights a Friend", West Magazine Vol. 59 No. 1, octubre de 1945
  - "Zorro's Hour of Peril", West Magazine Vol. 59 No. 2, novembre de 1945
  - "Zorro Lays a Ghost", West Magazine Vol. 59 No. 3, desembre de 1945
- Zorro: The Complete Pulp Adventures Vol. 4 (2016)
  - The Sign of Zorro, Argosy Vol. 305 No. 2 – Vol. 305 No. 6, serialitzada en cinc parts, 25 de gener de 1941 – 22 de febrer de 1941
  - "Zorro Frees Some Slaves", West Magazine Vol. 60 No. 1, gener de 1946
  - "Zorro's Double Danger", West Magazine Vol. 60 No. 2, febrer de 1946
  - "Zorro's Masquerade", West Magazine Vol. 60 No. 3, març de 1946
  - "Zorro Stops a Panic", West Magazine Vol. 61 No. 1, abril de 1946
  - "Zorro's Twin Perils", West Magazine Vol. 61 No. 2, maig de 1946
  - "Zorro Plucks a Pigeon", West Magazine Vol. 61 No. 3, juny de 1946
  - "Zorro Rides at Dawn" West Magazine Vol. 62 No. 1, juliol de 1946
  - "Zorro Takes the Bait", West Magazine Vol. 62 No. 2, agost de 1946
  - "Zorro Raids a Caravan", West Magazine Vol. 62 No. 3, octubre 1946
  - "Zorro's Moment of Fear", West Magazine Vol. 63 No. 3, gener de 1947
- Zorro: The Complete Pulp Adventures Vol. 5 (2017)
  - "A Task for Zorro", West Magazine Vol. 65 No. 2, juny de 1947
  - "Zorro Saves His Honor", West Magazine Vol. 64 No. 1, febrer de 1947
  - "Zorro and the Pirate", West Magazine Vol. 64 No. 2, març de 1947
  - "Zorro Beats the Drum", West Magazine Vol. 64 No. 3, abril de 1947
  - "Zorro's Strange Duel", West Magazine Vol. 65 No. 1, maig de 1947
  - "Zorro's Masked Menace", West Magazine Vol. 65 No. 3, juliol de 1947
  - "Zorro Aids an Invalid", West Magazine Vol. 66 No. 1, agost de 1947
  - "Zorro Saves an American", West Magazine Vol. 66 No. 2, setembre de 1947
  - "Zorro Meets a Rogue", West Magazine Vol. 66 No. 3, octubre de 947
  - "Zorro Races with Death", West Magazine Vol. 67 No. 1, novembre de 1947
  - "Zorro Fights for Peace", West Magazine Vol. 67 No. 2, desembre de 1947
  - "Zorro Serenades a Siren", West Magazine Vol. 68 No. 1, febrer de 1948
  - "Zorro Meets a Wizard", West Magazine Vol. 68 No. 2, març de 1948
  - "Zorro Fights with Fire", West Magazine Vol. 68 No. 3, abril de 1948
  - "Gold for a Tyrant", West Magazine Vol. 69 No. 1, maig de 1948
  - "The Hide Hunter", West Magazine Vol. 69 No. 2, juliol de 1948
- Zorro: The Complete Pulp Adventures Vol. 6 (2017)
  - "Zorro's Fight for Life", West Magazine, Vol. 74 No. 2, juliol de 1951
  - "Zorro Shears Some Wolves", West Magazine Vol. 69 No. 3, setembre de 1948
  - "The Face Behind the Mask", West Magazine Vol. 70 No. 1, novembre de 1948
  - "Zorro Starts the New Year", West Magazine Vol. 67 No. 3, gener de 1948
  - "Hangnoose Reward", West Magazine Vol. 70 No. 3, març de 1949
  - "Zorro's Hostile Friends", West Magazine Vol. 71 No. 1, maig de 1949
  - "Zorro's Hot Tortillas", West Magazine Vol. 71 No. 2, juliol de 1949
  - "An Ambush for Zorro", West Magazine Vol. 71 No. 3, setembre de 1949
  - "Zorro Gives Evidence", West Magazine Vol. 72 No. 1, novembre de 1949
  - "Rancho Marauders", West Magazine Vol. 72 No. 2, gener de 1950
  - "Zorro's Stolen Steed" West Magazine Vol. 73 No. 3, març de 1950
  - "Zorro Curbs a Riot", West Magazine Vol. 73 No. 3, setembre de 1950
  - "The Three Stage Peons", West Magazine Vol. 74 No. 1, novembre de 1950
  - "Zorro Nabs a Cutthroat", West Magazine Vol. 74 No. 2, gener de 1951
  - "Zorro Gathers Taxes", West Magazine Vol. 74 No. 3, març de 1951
  - "Zorro Rides the Trail!", Max Brand's Western Magazine, maig de 1954
  - "The Mask of Zorro", Short Stories for Men Vol. 221 No. 2, abril de 1959

### Històries d'altres autors
- Walt Disney's Zorro per Steve Frazee 1958 Whitman Publishing Company, novelització de diversos episodis de la sèrie de televisió Zorro de 1957
- "Zorro Outwits Death", Walt Disney's Magazine Vol. III No. 3, abril de 1958. Basada vagament en l'episodi "Zorro's Secret Passage" de la sèrie Zorro de 1957
- "Zorro's Merry Chase", Walt Disney's Magazine, Vol. III No. 5, agost de 1958
- "The Fire of the Night", Walt Disney's Magazine, Vol. III No. 6, octubre de 1958 i Vol. IV No. 1, 1958
- "Zorro and the Missing Father", Walt Disney's Magazine, Vol. IV No. 3, abril de 1959 i No. 4, juny de 1959. Adaptat dels episodis "The Missing Father", "Please Believe Me" i "The Brooch" de la sèrie Zorro de 1957
- Zorro per Olivier Séchan 1959 Hachette
- Il Ritorno di Zorro per B.F. Deakin 1968 Arnoldo Mondadori Editore, antologia de nou històries curtes
- Zorro arrive! per Jacques Van Hauten 1971 Hachette, novelització de diversos episodis de la sèrie Zorro de 1957
- Le Retour de Zorro per Jean-Claude Deret 1972 Hachette, novelització de diversos episodis de la sèrie Zorro de 1957
- Zorro et le sergent Garcia per Thérèse Bertels 1973 Hachette, novelització de diversos episodis de la sèrie Zorro de 1957
- Zorro et le trésor du Pérou per Thérèse Bertels 1973 Hachette
- Zorro contre le gouverneur per Jean-Claude Deret 1974 Hachette, novelització de diversos episodis de la sèrie Zorro de 1957
- L'Épée de Zorro per Jean-Claude Deret 1975 Hachette
- Zorro et l'épee du cid 1991 Hachette ISBN 9782010182556
- Zorro et la forteresse du diable per Valentin Dechemin 1991 Hachette ISBN 9782010182549, novelització de diversos episodis de la sèrie de televisió Zorro de 1990
- Zorro and the Jaguar Warriors per Jerome Preisler September 1998 Tom Doherty Associates, Inc. Books ISBN 978-0-8125-6767-0
- The Mask of Zorro: A Novelization per James Luceno 1998 Pocket Books ISBN 978-0671519896, novelització de la pel·lículaThe Mask of Zorro de 1998
- The Treasure of Don Diego by William McCay 1998 Minstrel Books ISBN 978-0-671-51968-1, basat en la pel·lícula The Mask of Zorro
- Zorro and The Dragon Riders per David Bergantino març 1999 Tom Doherty Associates, Inc. Books ISBN 978-0-8125-6768-7
- Skull and Crossbones per Frank Lauria 1999 Minstrel Books ISBN 978-0-671-51970-4, basat en la pel·lícula The Mask of Zorro
- The Secret Swordsman per William McCay 1999 Minstrel Books ISBN 978-0-671-51969-8, basat en la pel·lícula The Mask of Zorro
- The Lost Temple per Frank Lauria 1999 Minstrel Books, basat en la pel·lícula The Mask of Zorro
- Lo Spirito e la Spada per Louis A. Tartaglia 1999
- Zorro! by Sally M. Stockton 1999 Cideb, basat en la novel·la The Curse of Capistrano
- El Zorro per Margarita Barberá Quiles 1999 Cideb, basat en la novel·la The Curse of Capistrano
- Zorro and the Witch's Curse per John Whitman abril 2000 Tom Doherty Associates, Inc. Books ISBN 978-0-8125-6769-4
- La vera storia di Zorro per Isabella Parrini 2000 Alberti & C. ISBN 978-8887936056
- Zorro: l'ultima avventura ovvero la storia di Zorro, Volum 2 per Isabella Parrini 2001 Alberti & C.
- The Legend of Zorro: A Novelization per Scott Ciencin 2005 HarperCollins ISBN 978-0060833046, novelització de la pel·lícula de 2005 The Legend of Zorro
- The Lone Ranger/Zorro: The Death Of Zorro per Ande Parks 2012 Simon Bowlands crossover entre The Lone Ranger and Zorro
- Zorro per Isabel Allende 2005 HarperCollins ISBN 0-06-077897-0
- Young Zorro: The Iron Brand per Jan Adkins 2005 HarperCollins ISBN 978-0060839468
- Zorro l'angelo nero della California per Irene Sartini 2007 Alberti & C ISBN 9788889664407
- Zorro l'angelo nero della California – L'avventura continua per Irene Sartini 2008 Alberti & C ISBN 9788889664575
- Tales of Zorro antologia de 17 històries curtes escrites per 22 autors, editat per Richard Dean Starr 2008 Moonstone Books ISBN 978-1-933076-31-7
- Zorro and the Little Devil per Peter David 2018 Bold Venture Press ISBN 978-1-7193-7410-1
- Zorro: The Daring Escapades antologia de 16 històries curtes, editat per Audrey Parente i Daryl McCullough 2020 Bold Venture Press ISBN 979-8637608508.

### Pel·lícules
El personatge ha estat adaptat per a més de quaranta pel·lícules. Inclouen:

#### Llargmetratges estatunidencs

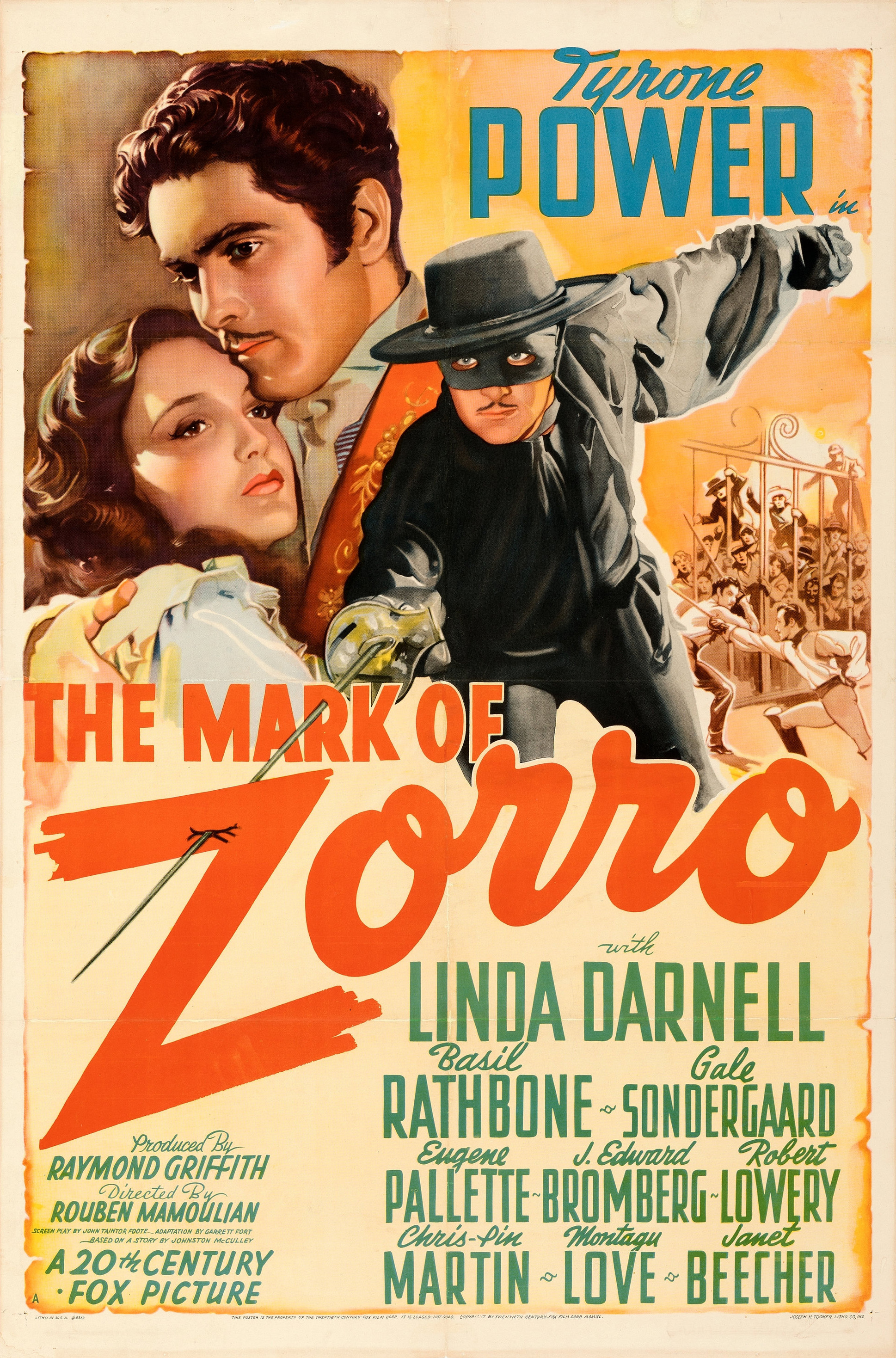
The Mark of Zorro (1940).

- The Mark of Zorro (1920), amb Douglas Fairbanks,[3] dirigida per Fred Niblo
- Don Q, Son of Zorro (1925), amb Douglas Fairbanks,[3] dirigida per Donald Crisp
- The Bold Caballero (1936), amb Robert Livingston, dirigida per Wells Root
- The Mark of Zorro (1940), amb Tyrone Power, dirigida per Rouben Mamoulian
- The Sign of Zorro (1958), amb Guy Williams, parts dels primers 13 episodis de Zorro TV editats en un llargmetratge, estrenats el 1958 i als Estats Units el 1960
- Zorro, the Avenger (1959), amb Guy Williams, una altra recopilació cinematogràfica de diversos episodis de Zorro TV, estrenada fora dels Estats Units.
- The Erotic Adventures of Zorro (1972), una paròdia eròtica del venjador emmascarat, coproduïda a Itàlia i Alemanya, Douglas Frey
- The Mark of Zorro (1974), una pel·lícula feta per a televisió que és un remake de la pel·lícula de 1940, amb Frank Langella com a Zorro, dirigida per Don McDougall
- Zorro, The Gay Blade (1981), una paròdia dirigida per Peter Medak amb George Hamilton com Diego Jr. i el seu germà bessó Ramon. Diego Jr. succeeix al seu difunt pare com a Zorro, però aviat es trenca una cama i Ramon el substitueix mentre Diego Jr. es recupera.
- La màscara del Zorro (1998), dirigida per Martin Campbell amb Anthony Hopkins com a Don Diego de la Vega envellit i Antonio Banderas com Alejandro Murrieta, un vaquer/forajit inadaptat que està preparat per convertir-se en el proper Zorro, amb Alejandro que finalment es casa amb la filla de Diego, Elena (Catherine Zeta-Jones)
- La llegenda del Zorro (2005), la seqüela de La màscara del Zorro de 1998, protagonitzada de nou per Antonio Banderas i Catherine Zeta-Jones, i dirigida per Martin Campbell

#### Sèries de pel·lícules americanes
- Zorro Rides Again (1937), amb John Carroll com a descendent actual, James Vega
- Zorro's Fighting Legion (1939), amb Reed Hadley com a Zorro original/Don Diego de la Vega
- Son of Zorro (1947), amb George Turner com a descendent de la Guerra Civil, Jeff Stewart
- Ghost of Zorro (1949), amb Clayton Moore com Ken Mason, net de Zorro / "The Ghost of Zorro"

#### Pel·lícules mexicanes
- El Nieto del Zorro (1948) Western mexicà amb Resortes
- El Zorro Escarlata (1959), Western mexicà amb Luis Aguilar
- El zorro escarlata en diligencia fantasma (1959), Western mexicà amb Luis Aguilar
- El Zorro Vengador (1962), Western mexicà amb Luis Aguilar,
- El Zorro (1962), Western mexicà amb Julio Aldama,
- La Gran Aventura Del Zorro (1976), western mexicà amb Rodolfo de Anda, ambientat en una zona molt primitiva de la badia de San Francisco.

#### Pel·lícules europees
- À la manière de Zorro (1926) Bèlgica William Elie – No oficial
- Il sogno di Zorro (1952) Itàlia Walter Chiari
- La montaña sin ley (1953) Espanya José Suárez
- Zorro alla corte di Spagna (1962) Itàlia George Ardisson
- La venganza del Zorro (1962) Espanya Frank Latimore
- Le tre spade di Zorro (1963) Espanya i Itàlia Guy Stockwell
- Zorro ei tre moschettieri (1963) Itàlia Gordon Scott
- Zorro contro Maciste (1963) Itàlia i Espanya Pierre Brice
- Il segno di Zorro (1963) Espanya, Itàlia i França Sean Flynn
- El Zorro cabalga otra vez / Il Giuramento di Zorro (1965) Itàlia i Espanya Tony Russel
- Zorro il ribelle (1966) Itàlia Howard Ross
- El Zorro (1968) Itàlia i Espanya George Ardisson
- I nipoti di Zorro (1968) Itàlia, comèdia amb Franco i Ciccio com Franco La Vacca i Ciccio La Vacca, nebots de la difunta esposa de Don Diego de la Vega. Dean Reed interpreta Raphael de la Vega, fill de Don Diego i el nou Zorro, mentre que Franco Fantasia interpreta un Don Diego vell, que s'ha retirat de ser el Zorro.
- Zorro marchese di Navarra (1969) Itàlia Nadir Moretti
- Zorro alla corte d'Inghilterra (1969) Itàlia Spiros Focás
- E continuavano a cridar fill di ... / El Zorro justiciero (1969) Itàlia i Espanya Fabio Testi
- La última aventura del Zorro / Zorro il dominatore (1969) Espanya i Itàlia Carlos Quiney
- Zorro il cavaliere della vendetta / El Zorro, caballero de la justicia (1971) Espanya i Itàlia Carlos Quiney
- El Zorro de Monterrey / Zorro la maschera della vendetta (1971) Espanya i Itàlia Carlos Quiney
- Les aventures galantes de Zorro (1972) França i Bèlgica Jean-Michel Dhermay
- Il figlio di Zorro (1973) Itàlia i Espanya Alberto Dell'Acqua
- Il sogno di Zorro (1975) Itàlia Franco Franchi
- Zorro (1975) Itàlia i França Alain Delon
- La marque de Zorro (1975) França; seqüències addicionals afegides a La venganza del Zorro (1962) amb Frank Latimore rebatejat Clint Douglas
- Ah sí? E io lo dico a Zzzzorro! (1975) Itàlia i Espanya George Hilton – No oficial

Turquia:
- Zorro kamcili süvari (1969) Turquia Tamer Yiğit
- Zorro'nun intikami (1969) Turquia Tamer Yiğit

Índia:
- Zorro (1975) Índia Navin Nischol

Nota: no oficial significa no inclòs a la llista oficial de pel·lícules a zorro.com
Argentina
Zorro, el sentimiento de hierro (2019), pel·lícula de fans

### Sèries de televisió
Sèries estatunidenques d'imatge real
- Zorro, una sèrie de televisió de mitja hora de Disney, que va durar entre 1957 i 1959, protagonitzada per Guy Williams com a Zorro durant 78 episodis. Les dues funcions enumerades anteriorment protagonitzades per Guy Williams eren recopilacions d'episodis, i hi va haver quatre seguiments d'una hora de la sèrie de televisió d'antologia de Walt Disney a la temporada de televisió 1960-1961.
- Zorro and Son, emesa l'any 1983 durant 5 capítols, va ser una comèdia de situació en què un vell Don Diego (Henry Darrow) entrena al seu fill Carlos (Paul Regina) per succeir-lo com a Zorro.
- Zorro, també anomenat The New Zorro, New World Zorro o Zorro 1990, va ser una sèrie de televisió protagonitzada per Duncan Regehr com a Zorro durant 88 episodis a The Family Channel des de 1990 fins a 1993. Dos vídeos de llargmetratge eren recopilacions d'episodis. Es va incloure un episodi pilot alternatiu no emès al llançament en DVD de la sèrie de 2011: el pilot presenta un repartiment i una història diferents, amb Don Diego morint i Don Antonio de la Cruz (Patrick James) assumint el mantell de Zorro.
- Al capítol final de la sèrie Once Upon a Time, "Leaving Storybrooke " (emès el 18 de maig de 2018), es diu que Zorro pot canviar de forma en un drac i, d'aquesta forma, va engendrar la filla de Malèfica (Kristin Bauer van Straten)., Lily (Nicole Muñoz (adolescent)/ Agnes Bruckner (adulta)). El propi Zorro no apareix a la sèrie, possiblement com a conseqüència de la cancel·lació. Lily apareix als episodis de la quarta temporada (2014-2015), "Breaking Glass", "Lily", "Mother" i "Operation Mongoose: Part 2".
- El novembre de 2019 es va anunciar que NBC estava desenvolupant una nova sèrie amb Alfredo Barrios Jr. com a escriptor i productor executiu, amb Propagate i CBS Television Studios com a productors. La sèrie tindria un ambient més "modern" i seguiria a Z, una descendent femenina de la línia de sang del Zorro, mentre compleix el seu deure de "protegir els indefensos de la seva comunitat".[37] El desembre de 2020, Robert Rodriguez i Sofía Vergara van ser anunciats com a productors executius.[38] El gener de 2022, la sèrie es va traslladar de NBC a The CW, que després va encarregar sis guions.[39][40] Tanmateix, el maig de 2023, CW va optar per no avançar amb la sèrie, cancel·lant-la juntament amb diversos altres programes que estaven en desenvolupament inicial.[41]
- El desembre de 2021, es va anunciar que Disney - ABC estava desenvolupant una nova sèrie. Wilmer Valderrama serà el productor executiu i protagonitzarà Diego de la Vega en el que es descriu com una "reimaginació" de la sèrie. Ayo Davis, president de Disney Branded Television, va afirmar que la sèrie està "ambientada al Pueblo de Los Angeles, però explicada amb un estil de telenovel·la molt modern".[42] Valderrama va confirmar que la sèrie estarà a Disney+.[43] El 6 de març de 2023, Bryan Cogman va ser anunciat com a showrunner de la sèrie.[44]
- El maig de 2022, Amazon Prime va anunciar que Secuoya Studios està desenvolupant una sèrie moderna de Zorro. La sèrie de deu capítols estarà dirigida per Javier Quintas i Miguel Ángel Vivas amb Miguel Bernardeau al capdavant, juntament amb Renata Notni.[45]

Sèries estatunidenques d' animació
- The New Adventures of Zorro, sèrie animada de 1981 de Filmation, que consta de 13 episodis.
- The New Adventures of Zorro, sèrie animada de 1997–1998 de Fred Wolf Films, que consta de 26 episodis.
- The Amazing Zorro, 2002 fet per a una pel·lícula d'animació de televisió creada per DIC Entertainment com a part de la seva línia DIC Movie Toons. Es va estrenar a Nickelodeon i més tard va ser llançat en DVD i VHS poc després per MGM Home Entertainment.
- Zorro: Generation Z,[46] sèrie animada de 2006 de BKN International que consta de 26 episodis. Segueix un descendent del Zorro original, també anomenat Diego De La Vega, lluitant contra el crim i el govern corrupte de Pueblo Grande en un entorn futur.

Sèries d'altres països
- Kaiketsu Zorro, (1996–1997) versió d'anime japonès de NHK i Ashi Productions, que consta de 52 episodis.
- Zorro: La Espada y la Rosa, una telenovela en castellà del 2007 de Sony Pictures i Telemundo, protagonitzada per Christian Meier com Don Diego de la Vega/Zorro. Consta de 112 episodis.
- Zorro, una sèrie de televisió del 2009 de la GMA Network de Filipines, protagonitzada per Richard Gutierrez.[47] Consta de 98 episodis.
- Zorro: The Chronicles, una sèrie d'animació francesa (2015), amb la veu de Johnny Yong Bosch.[48]
- El 14 d'octubre de 2022, es va anunciar que una sèrie de televisió francesa basada en el personatge estava en desenvolupament per a France Télévisions, protagonitzada per Jean Dujardin com Don Diego / Zorro.[49]

### Còmics
Zorro ha aparegut en moltes sèries de còmics diferents al llarg de les dècades. A Hit Comics nº 55, publicat per Quality Comics el novembre de 1948, en Zorro és convocat per Kid Eternity, però en aquesta versió només té un fuet i no porta màscara.
Dell Comics va publicar Zorro a Four Color Comics nº 228 (1949), 425 (1952), 497 (1953), 538 (1954), 574 (1954), 617 (1955) i 732 (1957). Aquestes històries presentaven obres d'art d'Everett Raymond Kinstler (núms. 497, 538 i 574), Bob Fujitani, Bob Correa i Alberto Giolitti.
Dell també tenia una llicència per publicar còmics de Disney als Estats Units i, després del llançament de la sèrie de televisió Zorro de Disney el 1957, va publicar set números més de Four Color dedicats al Zorro entre febrer de 1958 i setembre de 1959, sota aquesta llicència, amb el primer històries amb art d'Alex Toth. El desembre de 1959, Dell va començar la publicació d'un títol autònom del Zorro amb llicència de Disney, que va començar la seva numeració al número 8 i es va continuar publicant fins al número 15 (setembre de 1961). Després, el personatge va aparèixer en quatre històries publicades al mensual Walt Disney's Comics and Stories (també publicat per Dell), una història per número des del número 275 (agost de 1963) fins al número 278 (novembre de 1963): aquestes van ser les últimes històries de Zorro produïdes als Estats Units sota la llicència de Disney. No obstant això, Disney va produir més històries del 1964 al 1978 a través del Disney Studio Program, una unitat que produïa històries de còmics exclusivament per al consum estranger. A més de publicar traduccions de històries estatunidenques i històries de Disney Studio, moltes editorials de diversos països també van produir les seves pròpies històries originals sota la llicència de Disney: aquests països són els Països Baixos (1964–1967), Xile (1965–1974), Itàlia (1969–1971), Brasil (1973–1983), França (1974–1986) i Alemanya (1980–1982).
Gold Key Comics va iniciar una altra sèrie Zorro amb llicència de Disney el gener de 1966, però, com la seva sèrie contemporània Lone Ranger, només presentava material reimprès dels còmics anteriors de Dell i es va tancar després de 9 números, el març de 1968. El personatge va romandre latent als Estats Units durant els següents vint anys fins que va ser reviscut per Marvel Comics el 1990, per a una vinculació de 12 números amb la sèrie de televisió de Duncan Regehr Zorro. Molts d'aquests còmics tenien portades d'Alex Toth.
El 1993 Topps Comics va publicar una sèrie limitada de 2 números Dracula Versus Zorro seguida d'una sèrie del Zorro que va publicar 11 números. Topps també va publicar dues sèries limitades de Lady Rawhide, una sèrie derivada de les històries de Zorro creades per l'escriptor Don McGregor i l'artista Mike Mayhew. McGregor va escriure posteriorment una adaptació en sèrie limitada de la pel·lícula La màscara del Zorro per a Image Comics.
A finals de la dècada de 1990 també es van publicar unes tires diàries i dominicals. Això estava escrit per McGregor i dibuixat per Tom Yeates. Papercutz va publicar una vegada una sèrie de Zorro i també novel·les gràfiques. Aquesta versió està dibuixada en estil manga.
Dynamite Entertainment va rellançar el personatge amb una sèrie del Zorro de 20 números que es va publicar del 2008 al 2010, escrita per Matt Wagner i dibuixada per diversos artistes. L'editor també va publicar un conte inèdit anterior anomenat "Matanzas" de Don McGregor i l'artista Mike Mayhew. Zorro (aquí un descendent de la dècada de 1930) també apareix a la sèrie limitada de vuit números de Dynamite del 2013 Masks al costat de Green Hornet i Kato, The Shadow i The Spider. Va ser escrit per Chris Roberson amb art d'Alex Ross i Dennis Calero.
Dynamite Entertainment també va publicar una sèrie de set números titulada Django/Zorro entre novembre de 2014 i maig de 2015, fent equip de Zorro amb el personatge Django Freeman de la pel·lícula de Quentin Tarantino Django Unchained (2012). La sèrie va ser coescrita per Tarantino i Matt Wagner, amb art d'Esteve Polls.
El 2018, American Mythology va prendre la llicència, va llançar la sèrie Zorro Legendary Adventures, escrita per Jean-Marie Nadaud i dibuixada per Robert Rigot i la sèrie limitada Zorro: Swords of Hell, escrita per David Avallone i il·lustrada per Roy Allan Martinez. Des de llavors, la companyia ha llançat crossovers del Zorro amb les seves altres propietats amb llicència, és a dir, Zorro in the Land that Time Forgot amb Diego De La Vega acompanyant una expedició al món perdut de Caspak de les novel·les d'Edgar Rice Burroughs.
El 2020, l'editorial francesa Dargaud llança Don Vega de Pierre Alary.

### Produccions escèniques
S'han produït aproximadament 65 produccions en directe de Zorro. Aquestes han inclòs obres de teatre tradicionals, comèdies, melodrames, musicals, obres infantils, espectacles d'acrobàcies i ballets.

### Videojocs
- Zorro (1985), Apple II, família Atari de 8 bits, Commodore 64, Amstrad CPC
- Zorro (1986), ZX Spectrum[68]
- Zorro (1995), PC[69]
- The Mask of Zorro (1999), Game Boy Color[70][71]
- The Shadow of Zorro (2001), PC, PlayStation 2
- The Destiny of Zorro (2008), Wii
- Zorro: Quest for Justice (2009), Nintendo DS
- Hi ha una màquina de pòquer temàtica del Zorro als establiments de jocs d'Austràlia i Nova Zelanda.
- Zorro és la Persona de Morgana a Persona 5 (2017), PlayStation 3 i PlayStation 4
- A l'aplicació mòbil del 2017 South Park: Phone Destroyer, la carta Swordsman Garrison mostra el Sr. Garrison vestit de Zorro.
- Zorro apareix com un combatent convidat DLC de pagament a Go All Out!, PC
- Zorro: The Chronicles (2022), PC, Xbox, Wii, PlayStation[72]

### Jocs de rol
- El juliol de 2001, Gold Rush Games va publicar The Legacy of Zorro Introductory Adventure Game (ISBN 1-890305-26-X) de Mark Arsenault per a Fuzion.
- El gener de 2019, Gallant Knight Games va utilitzar la plataforma de crowdfunding Kickstarter per finançar el joc Zorro: The Roleplaying Game per al sistema D6.[73]